# جوديث كينغستون
جوديث كينغستون (بالإنجليزية: Judith Kingston)‏ هي عالمة أورام بريطانية، ولدت في 24 أبريل 1949، وتوفيت في 24 يناير 2016 بسبب إنتان.